# 더 커먼 리넷츠
더 커먼 리넷츠(The Common Linnets)는 가수 일서 더랑어와 웨일런으로 구성된 네덜란드의 듀오/밴드이다. 유로비전 송 콘테스트 2014에 참가하기 위해 결성된 듀오이다.